# Nabicula americolimbata
Nabicula americolimbata är en insektsart som först beskrevs av Carayon 1961.  Nabicula americolimbata ingår i släktet Nabicula och familjen fältrovskinnbaggar. Inga underarter finns listade i Catalogue of Life.